# Conus anthonyi
Conus anthonyi é uma espécie de gastrópode do gênero Conus, pertencente à família Conidae.